# Methodistische Erweckung in Wales
Die Methodistische Erweckung in Wales war eine Bewegung, die das Christentum in Wales im 18. Jahrhundert beeinflusste.
Methodistische Prediger wie Griffith Jones, William Williams und Howell Harris veranlassten durch ihre Auftritte die Hinwendung zahlreicher Menschen zu Christus („Entscheidung für ihn“) und damit ihre Rückkehr in das Kirchenleben. Diese Erweckung endete in den späten 1790er Jahren nach dem Tod von Williams, John Wesley und Daniel Rowland. Sie führte zur Gründung der calvinistischen Methodisten und belebte auch die anderen Dissenter-Kirchen.

## Anfänge
Die unmittelbaren Anfänge der Erweckung gehen auf die Bekehrung von Howell Harris in der Kirche von Talgarth im Jahre 1735 zurück. Harris hatte eine Predigt von Pfarrer Pryce Davies über die Notwendigkeit der Teilhabe am Heiligen Abendmahl gehört. Dabei kam Harris zu der Überzeugung, dass er Gnade durch das Blut Christi empfangen habe. Er begann, dieses Erlebnis anderen weiter zu erzählen, und hielt in seinem Haus in Trefeca Versammlungen für seine Anhänger.
Als Vorläufer der methodistischen Bewegung in Wales wird Griffith Jones (1684–1761) angesehen, Rektor von Llanddowror in Carmarthenshire. Jones war der Auffassung, dass die Schulen ein Minimum an Instruktionen in der kürzest möglichen Zeit geben sollten. Die Lehrer sollten sich anschließen in das nächste Dorf begeben. Die erste dieser Circulating Welsh Charity Schools wurde 1737 eröffnet.
Durch diese immer weiter von Ort zu Ort ziehenden Schulen wurden tausende Schüler in Wales im Bibellesen unterrichtet und eine ganze Generation für die Ideen des Methodismus empfänglich. Jones selbst predigte auch auf freiem Feld, genau wie dies später die Führer der Methodisten taten. Howell Harris suchte Jones nach seiner Bekehrung auf, um geistliche Anleitung und Ausrichtung zu bekommen. Durch seine Predigten bekehrte sich Daniel Rowland, ein anglikanischer Pfarrer. Dieser begann selbst im Sinne des Methodismus zu predigen. Ein anderer Anführer am Beginn der Erweckung war William Williams. Er bekehrte sich 1737 infolge der Predigt von Harris im Kirchhof von Talgarth.

## Die „Jumper“
Die Anhänger der Erweckung von 1762 in Llangeitho sind als „Jumper“ (Hüpfer) bekannt, in Anlehnung an ihre Gewohnheit, vor Freude zu springen. Beschrieben wird dies in Martha Philopurs Brief an ihren Lehrer Pfarrer Philo Evangelius und in dessen Antwortschreiben. In diesen Briefen werden solche und andere Erscheinungen während der Erweckung verteidigt und den Praktiken der Quäker und Shaker gegenübergestellt. John Wesley allerdings meinte, dass solche Begleiterscheinungen der Erweckung das echte Werk Gottes in Verruf bringen würden.

## Die Bewegung
Rowland und Harris hatten schon 18 Monate gewirkt, als sie 1737 in der Kirche von Defynnog erstmals zusammentrafen Aus diesem Treffen entstand bald eine Freundschaft. Es kann auch als der Beginn der Methodisten-Bewegung in Wales angesehen werden.
Seither trafen sich die methodistischen Führer regelmäßig, um ihre Arbeit zu organisieren und Fragen von gemeinsamem Interesse zu besprechen.
Harris und Williams unternahmen Predigtreisen, beginnend in Süd-Wales. Nach den Predigten organisierten sie die Bekehrten in kleinen Gruppen, walisisch „seiadau“ (Gemeinschaften). Um 1750 gab es bereits über 400 solcher Gruppen in Wales.
Diese Gruppen standen unter straffer Aufsicht, Führung und Anleitung, und sie waren in ein entsprechendes Netzwerk innerhalb der Anglikanischen Kirche eingebunden. Rowland bemühte sich, Llangeitho zu einem Zentrum der Bewegung zu machen. An Abendmahlssonntagen kamen Tausende der Gemeinschaftsmitglieder dorthin, um das Sakrament zu empfangen.

## Reformierte Bewegung
Die Methodistische Erweckung in Wales unterschied sich von derjenigen in England insofern, als ihre Theologie calvinistisch war, und nicht arminianisch. Am Anfang arbeiteten die Führer der Erweckung noch mit John Wesley zusammen, aber allmählich trennten sie sich von ihm und verbanden sich mit George Whitefield und seiner Gönnerin, der Countess of Huntingdon Selina.

## Die walisischen Methodisten und die Kirche von England
Die Methodistische Erweckung Begann in der Anglikanischen Kirche in Wales und blieb anfangs als eine Gruppierung Bestandteil dieser Organisation.
Doch mit der weiteren Ausbreitung der Bewegung bauten die Methodisten schrittweise ihre eigenen Netzwerke, Strukturen und Versammlungshäuser (Kapellen) auf. Dies mündete 1811 in die Sezession und 1823 zur formellen Gründung der Presbyterianischen Kirche von Wales.

## Die walisischen Methodisten und die Dissenters
Die Methodistische Erweckung hatte auch erheblichen Einfluss auf die anderen Kirchen der Nonkonformisten, die Baptisten und die Kongregationalisten. Auch diese erfuhren dadurch Wachstum und Erneuerung. Als Ergebnis der Methodistischen Erweckung in Wales verlor die Anglikanische Kirche dort ihre vorherrschende Stellung. Das Christentum in Wales ist seit der Mitte des 19. Jahrhunderts hauptsächlich von den Nonkonformisten bestimmt, also den Anhängern von Freikirchen, wie Baptisten, Kongregationalisten, Presbyterianern und Methodisten.